# San Barnaba

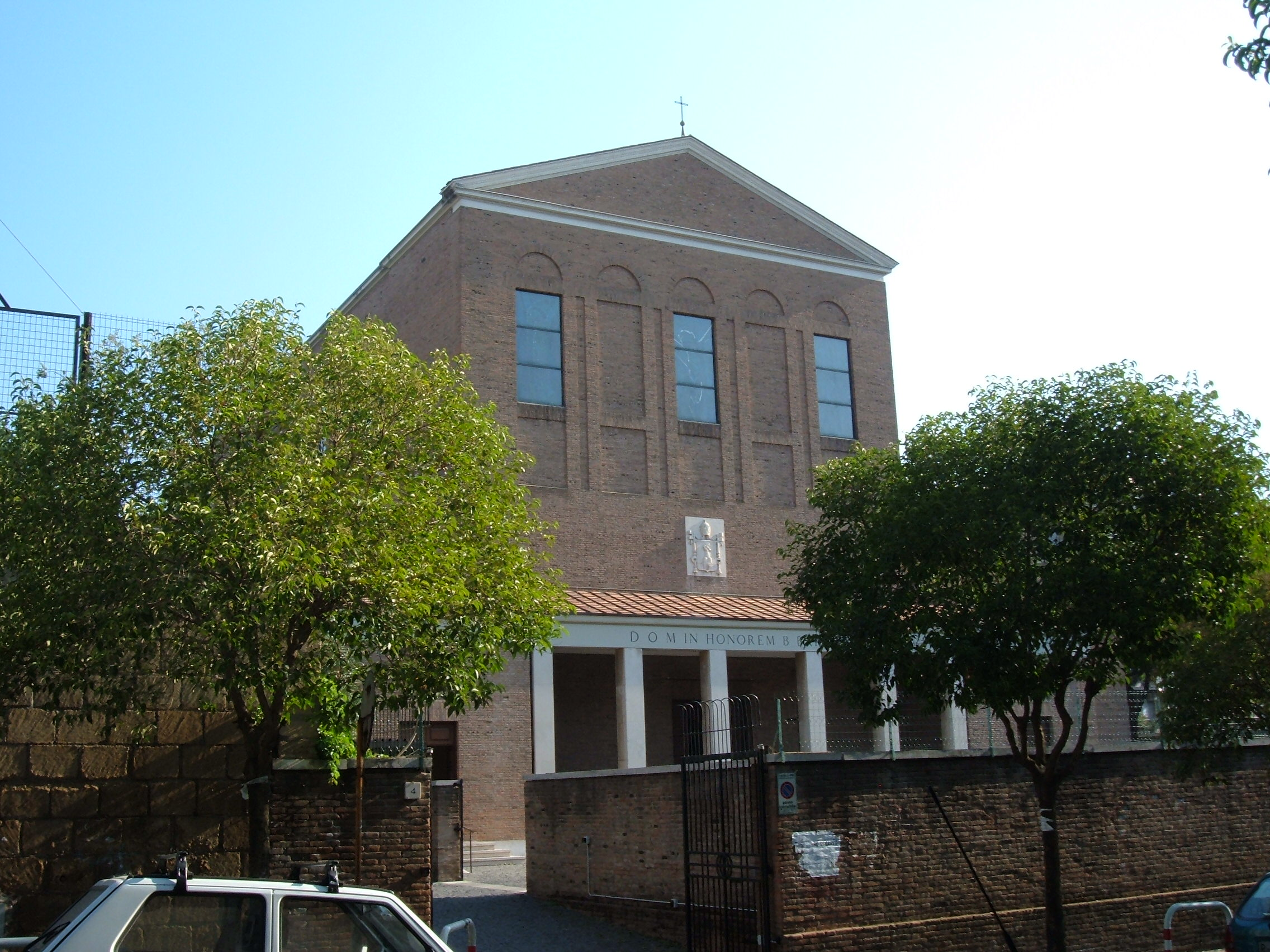
Vista da fachada.

San Barnaba, conhecida também como San Barnaba alla Marranella, é uma igreja de Roma, localizada na Via Giovanni Maggi, 23, no quartiere Prenestino-Labicano. É dedicada a São Barnabé.

## História
Esta igreja foi construída com base num projeto estilo neorromânico de Tullio Rossi entre 1956 e 1957 e consagrada solenemente em 1957 pelo monsenhor Ettore Cunial, arcebispo vice-gerente da Diocese de Roma. Ela assumiu o título de uma antiga igreja medieval, hoje demolida, conhecida nos catálogos medievais como San Barnaba de Porta (em latim: ecclesia sancti Barnabae de Porta), que ficava ao lado da Porta Maggiore, no rione Esquilino.
A é sede de uma paróquia criada em 11 de outubro de 1932 através do decreto "Cum sanctissimus dominus", do cardeal-vigário Francesco Marchetti Selvaggiani, e entregue aos cuidados dos Filhos de Maria Imaculada ("pavonianos").
A igreja foi visitada por dois papas, Paulo VI em 6 de março de 1966 e São João Paulo II em 30 de janeiro de 1983.

## Descrição

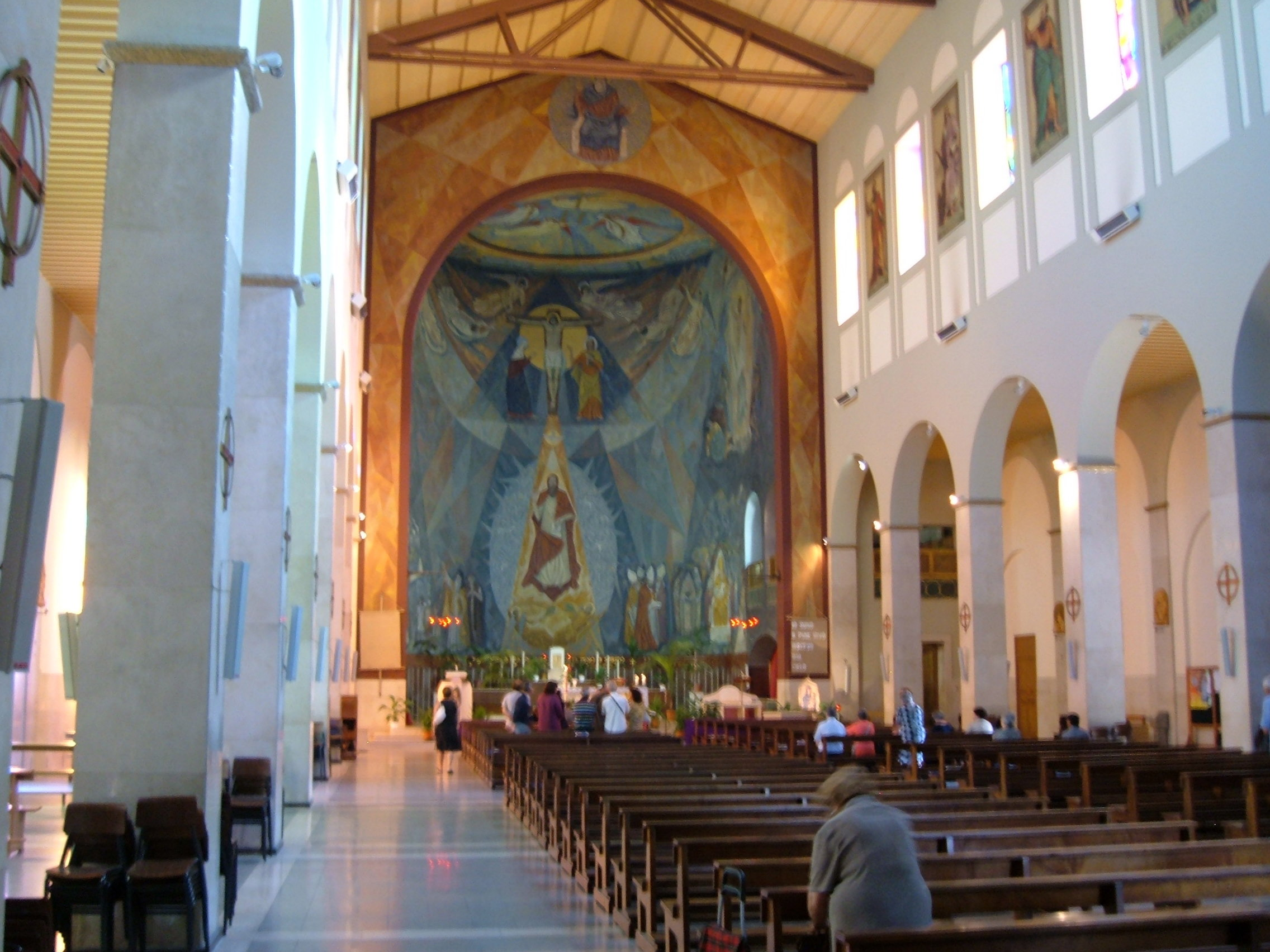
Vista do interior.

San Barnaba tem uma planta basilical com três naves sem transepto e uma torre campanário. A fachada alta, em tijolos vermelhos, se abre em três janelas e é precedida por um pórtico com pilastras. Nela está a inscrição "D.O.M. in honorem B. Barnabae ap.".

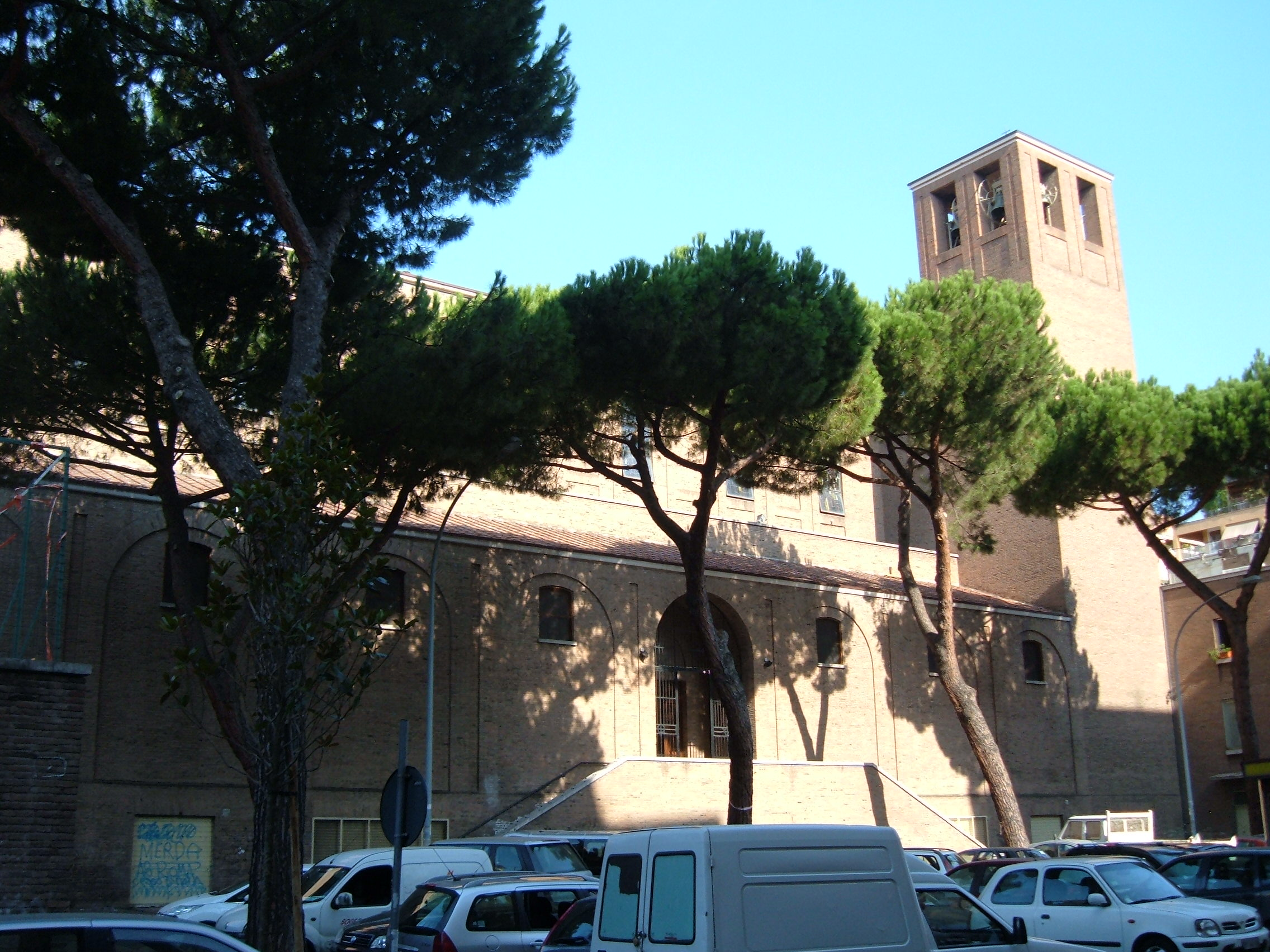
Vista lateral e o campanário.

No interior, as três naves são separadas por colunas encimadas por arcos; o teto é capriate e há quatro capelas laterais. A abside é dominada por um grande mosaico de Igino Cupelloni (1966). O tema é "A apoteose de São Barnabé", que é mostrado recebendo graças da Santíssima Trindade (Deus Pai na concha, Cristo Crucificado com Nossa Senhora e São João perto do topo da parede e a pomba do Espírito Santo entre a crucificação e a cabeça do santo). Duas cenas laterais são da carreira do santo.
Flanqueando a imagem do santo estão multidões de fiéis. Proeminentes entre eles estão cinco figuras, os papas João XXIII e Paulo VI, o patriarca de Constantinopla Atenágoras, o arcebispo de Cantuária Arthur Michael Ramsey e o cardeal Luigi Traglia, chamados de "Novos Protagonistas da Igreja", uma testemunha do otimismo que vigorava na época em relação ao ecumenismo. Realizada entre o final do Concílio Vaticano II (1962) e 1971, ano no qual a Comunhão Anglicana começou a ordenar mulheres, havia uma esperança real de reconciliação entre anglicanos e católicos ou (especialmente) ortodoxos.
A parte alta da nave central se abre, de forma alternada, em janelas com vitrais multicoloridos e dezoito afrescos representando afrescos dos apóstolos, dos evangelistas e dos santos Barnabé, Paulo, Lourenço e Sebastião.
Sobre os quatro portais laterais estão expostos quadros com as efígies dos quatro papas ligados à história do edifício: Pio XI, que fundou a paróquia, Pio XII, que construiu a igreja, Paulo VI e São João Paulo II, que a visitaram.
Na igreja está um órgão de tubos Organaria Romana opera II construído em 2000 e inaugurado em 8 de junho do mesmo ano, instalado em duas cantorias dos lados presbitério.